# Zbigniew Skrocki
Zbigniew Skrocki (ur. 1 września 1908 w Krakowie, zm. 1 lipca 1972 we Wrocławiu) – polski antropolog i specjalista wychowania fizycznego, nauczyciel akademicki.

## Życiorys
Urodził się 1 września 1908 w Krakowie. W 1929 ukończył Państwowy Instytut Wychowania Fizycznego w Warszawie, a w 1946 Studium Wychowania Fizycznego Uniwersytetu Jagiellońskiego. Od 1945 pracował we Wrocławiu, a od następnego roku organizował Studium Wychowania Fizycznego na Wydziale Lekarskim Uniwersytetu i Politechniki we Wrocławiu. Doktorat uzyskał w 1959 w Instytucie Naukowym Kultury Fizycznej w Warszawie, a w trzy lata później habilitował się w dziedzinie antropologii na Wydziale Nauk Przyrodniczych Uniwersytetu Wrocławskiego, zaś w 1972 otrzymał tytuł profesora nadzwyczajnego nauk wychowania fizycznego.
Od 1946 pracował jako adiunkt i do 1950 pełnił funkcję zastępcy dyrektora Studium Wychowania Fizycznego. Po przerwie w latach 1951–1956 wrócił do pracy akademickiej i do 1958 był adiunktem oraz kierownikiem Zakładu Metodyki i Dydaktyki Wychowania Fizycznego. W 1958 został mianowany na stanowisko zastępcy profesora i objął funkcję prodziekana, którą sprawował do 1960. Trzy lata został docentem i kierownikiem Katedry Teorii i Metodyki Wychowania Fizycznego. W latach 1966–1970 pełnił funkcję dziekana, a od 1971 do 1972 był dyrektorem Instytutu Szkolnego Wychowania Fizycznego.
Odznaczony m.in. Krzyżem Kawalerskim Orderu Odrodzenia Polski i Srebrnym Krzyżem Zasługi.
Zmarł 1 lipca 1972 we Wrocławiu.